# 恩典堂街

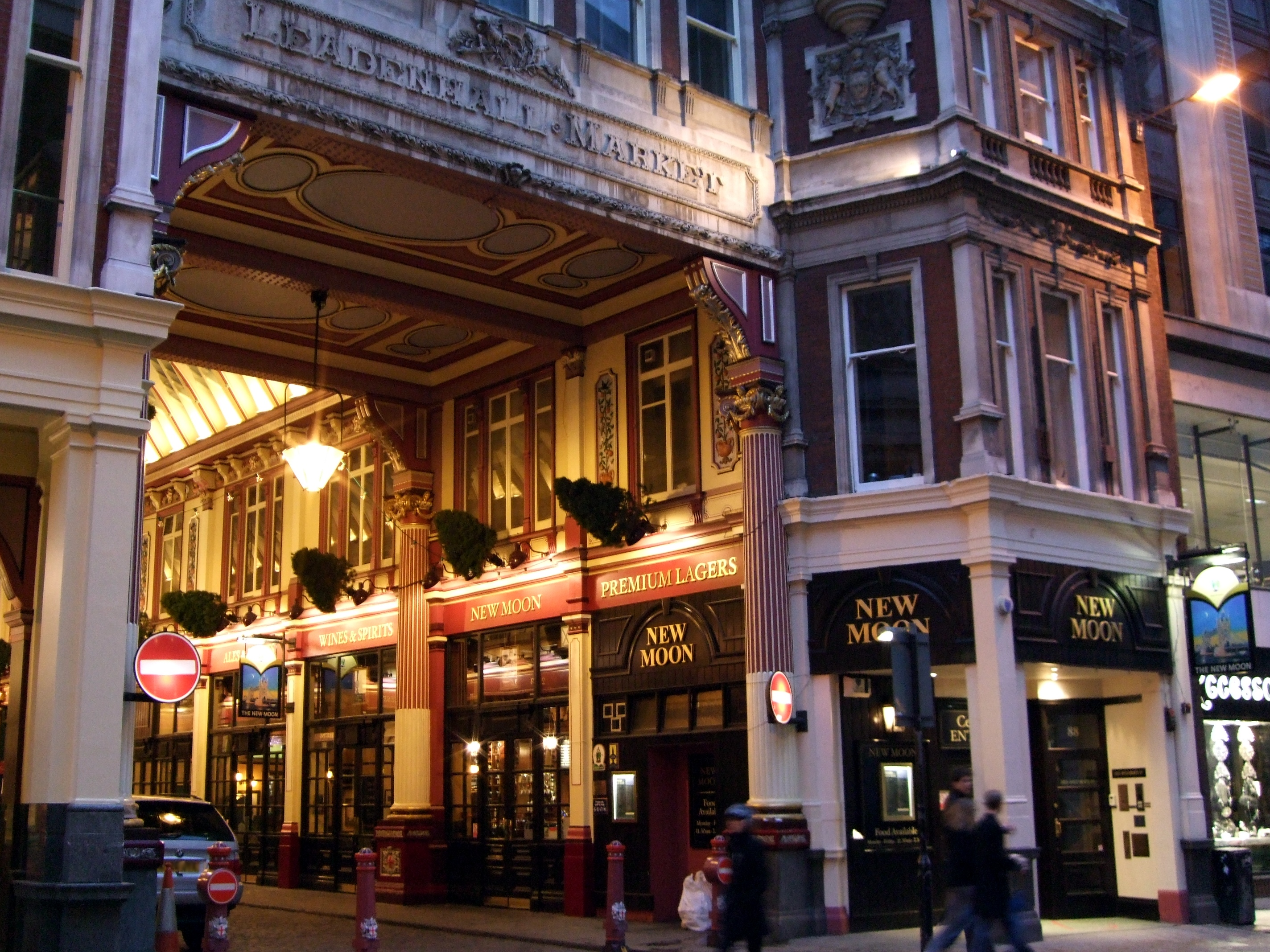
利德贺市场

恩典堂街（英語：Gracechurch Street）是伦敦市的一条主要街道，拥有许多店铺、餐馆和办公楼。
恩典堂街的南端是克里斯多佛·雷恩设计的伦敦大火纪念碑，在此与威廉王街、Eastcheap和坎农街交汇。向北经过朗伯德街和芬丘奇街，到达主教门。
利德贺市场的历史可追溯到14世纪，是一座二级登录建筑。
距离最近的火车站是芬乔奇街车站，最近的地铁站是银行-纪念碑站。

## 历史
恩典堂街是古罗马时期伦敦的心脏。在中世纪，此处曾有恩典堂，直到1666年毁于伦敦大火。
贵格会在恩典堂街曾有一个聚会所。1670年8月14日，威廉·佩恩因讲道而在此被捕。1821年烧毁后重建。许多教友搬到了斯托克纽因顿。世界上第一辆校车，就来往于1824年成立的纽因顿女校与恩典堂街聚会所之间。一度它“成为最重要的贵格会聚会之一，附近街区成为该市贵格会社区的中心。到18世纪20-25%的人口都是贵格会教友。教友们兼具虔诚与繁荣，赢得了冷静、诚实的商人的声誉。”